# Грили, Пенни
Пе́нни Гри́ли (англ. Penny Greely; род. 10 марта 1971, Грин-Бей, Висконсин) — американская кёрлингистка, участница сборной США по кёрлингу на колясках на зимних Паралимпийских играх 2014 и зимних Паралимпийских играх 2018.
Играет на позиции первого.
Также выступала за США в волейболе сидя, её команда завоевала бронзовую медаль на летних Паралимпийских играх 2004.

## Команды
| Сезон   | Четвёртый         | Третий       | Второй          | Первый                | Запасной        | Тренер                      | Турниры             |
| ------- | ----------------- | ------------ | --------------- | --------------------- | --------------- | --------------------------- | ------------------- |
| 2010—11 | Augusto J. Perez  | James Pierce | Джеймс Джозеф   | Jacqueline Kapinowski | Пенни Грили     | Стив Браун                  | ЧМК 2011 (7 место)  |
| 2011—12 | Патрик Макдональд | Дэвид Палмер | Джеймс Джозеф   | Пенни Грили           | Timothy Kelly   | Стив Браун                  | ЧМК 2012 (5 место)  |
| 2012—13 | Патрик Макдональд | Дэвид Палмер | Джеймс Джозеф   | Пенни Грили           | Меган Лино      | Стив Браун                  | ЧМК 2013 (4 место)  |
| 2013—14 | Патрик Макдональд | Дэвид Палмер | Джеймс Джозеф   | Пенни Грили           | Меган Лино      | Стив Браун                  | ЗПИ 2014 (5 место)  |
| 2014—15 | Патрик Макдональд | Стивен Эмт   | Джеймс Джозеф   | Пенни Грили           | Меган Лино      | Стив Браун                  | ЧМК 2015 (5 место)  |
| 2015—16 | Патрик Макдональд | Стивен Эмт   | Джеймс Джозеф   | Пенни Грили           | Justin Marshall | Стив Браун                  | ЧМК 2016 (6 место)  |
| 2016—17 | Стивен Эмт        | Kirk Black   | Джеймс Джозеф   | Пенни Грили           | Justin Marshall | Стив Браун                  | ЧМК 2017 (7 место)  |
| 2017—18 | Kirk Black        | Стивен Эмт   | Justin Marshall | Пенни Грили           | Меган Лино      | Расти Шибер, Tony Colacchio | ЗПИ 2018 (12 место) |

(скипы выделены полужирным шрифтом)